# جماعة العدل في كردستان – العراق
جماعة العدل الكوردستانية / العراق (بالكردية: کۆمەڵی دادگەری کوردستان – عێراق)‏ هي حركة إسلامية في كردستان العراق. تتبع منهج أهل السنة والجماعة، أنشأها علي بابير في مايو 2001.

## السياسة
كانت الجماعة من بين أوائل الذين هنأوا طالبان بعد سيطرتهم على أفغانستان في آب عام 2021 وقال نواب الجماعة إنهم "يرسلون لهم التهنئة".
حافظت جماعة العدل الكوردستانية مع الجماعات السياسية الكردية الأخرى عمومًا على نهج تعاوني، ولكن شاركت الجماعة أيضًا في بعض الخلافات والمنافسات السياسية. لطالما شدد الحزب على أهمية الوحدة بين الأكراد، ودعا إلى الحوار والحل السلمي للنزاعات.

### موقف الحزب من مجتمع الميم
في 22 فبراير 2021، أُعلن عن رفع دعوى قضائية ضد منظمة راسان التي تدافع عن حقوق مجتمع الميم من قبل عضو برلماني يدعى عمر غولبي سياسي ممثلًا عن جماعة العدل الكوردستانية، وصرح بإن عمل منظمة راسان "ضد قيم الثقافة الكردية".
وترتبط جماعة العدل في كردستان بمنظمة «ئاستانه» وهي منظمة مناهضة للمثليين ومزدوجي الميول الجنسي، تعمل المنظمة على نشر الدعاية المناهضة للمثليين ومزدوجي الميل الجنسي.